# Bộ kinh
Bộ kinh (tiếng Pali: nikāya) là một thuật ngữ thường được dùng để chỉ những tập hợp kinh văn trong Kinh tạng văn hệ Pàli. Chúng được sử dụng gần tương đồng với thuật ngữ A-hàm (zh. 阿含, sa. āgama) trong hệ kinh văn Hán tạng. Bộ kinh (và tham chiếu đến A-hàm) được các nhà nghiên cứu Phật giáo hiện đại xem là những tài liệu đáng tin cậy nhất và gần gũi nhất để xác định những gì mà Đức Phật thuyết giảng trong suốt cuộc đời truyền bá giáo pháp của mình.

## Từ nguyên
Từ "Bộ kinh" (chữ Hán: 部經) vốn được dùng để chuyển ngữ cho từ "nikāya" trong tiếng Pali. Trên thực tế, nghĩa đen của từ "nikāya" là "tập hợp", "nhóm". Vì vậy, tùy theo ngữ cảnh Phật giáo mà "nikāya" có thể hiểu chủ yếu theo hai cách:
- Bộ kinh: dùng để chỉ tập hợp các kinh văn trong phần Kinh tạng (Sutta Piṭaka) văn hệ Pàli. Nghĩa này được sử dụng phổ biến nhất.
- Bộ phái: dùng để chỉ các bộ phái Phật giáo sơ khai (thời kỳ bộ phái), được ghi nhận trong các kinh văn Phật giáo sơ kỳ. Nghĩa này về sau mở rộng để chỉ các tông phái Phật giáo theo truyền thống Phật giáo Nam truyền hiện đại.

## Vai trò trong nghiên cứu Phật giáo
Theo truyền thống Phật giáo Nam truyền, các Bộ kinh mang nội dung là những lời dạy của chính Đức Phật Thích-ca Mâu-ni trong suốt 45 năm truyền bá giáo pháp, bao gồm những giáo lý căn bản như Tứ diệu đế, Duyên khởi, Vô ngã... Chúng được ghi nhận lại bằng chính ngôn ngữ Magadhi đương thời Đức Phật, được cô đọng, lưu truyền bằng cách truyền khẩu, được hệ thống lại qua các kỳ Đại hội kết tập kinh điển thứ nhất và thứ hai. Các Bộ kinh sau đó được thiết lập văn tự hệ Pali vào thời kỳ A-dục vương bằng chữ viết Sinhala, được truyền bá và lưu giữ nguyên vẹn tại Sri Lanka trong suốt hơn 2.000 năm.
Có cả thảy 5 Bộ kinh trong phần Kinh tạng:
1. Trường Bộ kinh (pi. dīgha-nikāya): gồm 3 phẩm (vagga) với 34 bài kinh có nội dung khá dài
2. Trung Bộ kinh (pi. majjhima-nikāya): gồm 152 kinh cỡ vừa
3. Tương ưng Bộ kinh (pi. saṃyutta-nikāya): là một tập hợp các bài kinh dài ngắn không đều, nhưng đa số là các bài kinh ngắn, được sắp xếp và kết nhóm theo từng loại chủ đề, gọi là "Tương ưng" (samyutta). Có tất cả là 56 Tương ưng được bố trí vào 5 tập, gọi là 5 thiên (vagga).
4. Tăng chi Bộ kinh (pi. aṅguttara-nikāya): là bộ kinh được sắp theo pháp số, từ một pháp đến mười một pháp, phân thành 11 chương (nipàtas). Mỗi chương lại chia thành nhiều phẩm (vagga). Chương Một Pháp (Ekaka Nipàta) gồm các kinh đề cập đến một pháp. Chương Hai Pháp (Duka Nipàta) gồm các kinh có liên quan đến hai pháp, v.v... và tuần tự như thế đến Chương Mười Một Pháp (Ekàdasaka Nipata) gồm các kinh có đề cập đến 11 pháp. Tổng cộng số kinh được ghi nhận là 2.308 bài kinh, nhưng con số này không thống nhất vì số kinh phân biệt không được rõ ràng, và có học giả tính theo số đoạn, tổng cộng là 7.557.
5. Tiểu Bộ kinh (pi. khuddaka-nikāya): là một hợp tuyển nhiều đề tài kinh, kệ, luận thư... Tuy gọi là "nhỏ" (tiểu), nhưng đây là Bộ kinh chứa số lượng kinh lớn nhất trong 5 Bộ kinh với 15 tập (so với Trường Bộ 3 tập, Trung Bộ 3 tập, Tương ưng Bộ 5 tập và Tăng chi Bộ 3 tập).

## Sự tương đồng giữa Nikāya và Āgama
Trong Thời kỳ Bộ phái, một số bộ phái đã lập văn tự cho những kinh điển của mình bằng Phạn ngữ thay vì dùng văn hệ Pali. Thuật ngữ Phạn văn āgama (tiếng Phạn: आगम, chữ Hán: 阿含, a-hàm) được dùng thay vì nikāya để mô tả phần Kinh tạng của họ. Về sau, phái Đại thừa dùng thuật ngữ này để chỉ phần Kinh tạng không thuộc kinh điển Đại thừa là āgama.
Khác với hệ kinh văn nikāya Pali được bảo tồn hầu như nguyên vẹn qua dòng truyền thừa của Thượng tọa bộ, các bản kinh văn āgama Phạn ngữ nguyên bản hầu hết đã bị tiêu hủy hoặc thất tán do chiến tranh. Phần lớn các kinh văn āgama được bảo tồn đến ngày nay qua các bản dịch Tạng ngữ và Hán ngữ cổ điển. Bản chất các tập āgama là bộ sưu tập các kinh văn rời rạc từ nhiều bộ phái khác nhau, được dịch ra bởi nhiều dịch giả khác nhau trong những thời kỳ khác nhau, dẫn đến sự khác biệt đáng kể không chỉ giữa các bản dịch, mà còn giữa các bản kinh văn Phạn ngữ còn sót lại. Mặc dù vậy, do cùng một nguồn gốc trong hệ kinh văn sơ kỳ, nội dung các kinh văn āgama có sự tương đồng khá chặt chẽ với các kinh văn nikāya Pali, dù khác biệt rõ ràng về cách diễn đạt, cấu trúc sắp xếp và số lượng các bản kinh trong mỗi tập.
Về cấu trúc sắp xếp, chủ yếu các tập āgama được sắp xếp thành 4 bộ, gọi là "Tứ A-hàm", được các nhà nghiên cứu so sánh song song với 5 bộ nikāya như sau:
| Bảng đối chiếu song song Nikāya Pali và Āgama Hán văn | Bảng đối chiếu song song Nikāya Pali và Āgama Hán văn |
| Nikāya                                                | Āgama                                                 |
| ----------------------------------------------------- | ----------------------------------------------------- |
|                                                       |                                                       |
| Trường Bộ (Dīgha-nikāya)                              | Trường A-hàm (Dīrgha Āgama)                           |
| 3 phẩm, 34 bài kinh                                   | 4 phần, 30 bài kinh                                   |
|                                                       |                                                       |
|                                                       |                                                       |
| Trung Bộ (Majjhima-nikāya)                            | Trung A-hàm (Madhyama Āgama)                          |
| 3 tụ, 15 phẩm, 152 bài kinh                           | 5 tụng, 18 phẩm, 222 bài kinh                         |
|                                                       |                                                       |
|                                                       |                                                       |
| Tương ưng Bộ (Saṃyutta-nikāya)                        | Tạp A-hàm (Saṃyukta Āgama)                            |
| 5 thiên, 56 tương ưng, 2.904 bài kinh                 | 50 quyển, 1.362 bài kinh                              |
|                                                       |                                                       |
|                                                       |                                                       |
| Tăng chi Bộ (Aṅguttara-nikāya)                        | Tăng nhất A-hàm (Ekottara Āgama)                      |
| 11 tụ, 171 phẩm, 2.203 bài kinh                       | 52 phẩm, 472 bài kinh                                 |
|                                                       |                                                       |
|                                                       |                                                       |
| Tiểu Bộ (Khuddaka-nikāya)                             | Không tương ứng                                       |
| 15 tập                                                |                                                       |
|                                                       |                                                       |